# Супліддя
Суплі́ддя — сукупність плодів, які утворюються з квіток одного суцвіття і відокремлені від інших суплідь і самого пагону.

## Види
Супліддя розрізняють пухкі, коли всі плоди мають відокремлені плодоніжки, наприклад, у горобини, винограду, калини, тощо. Також виділяють групу більш компактних суплідь, в яких однонасінні плоди зібрані під сухою обгорткою, як у родини складноцвіті, або під м'ясистою соковитою тканиною, як у інжиру. У деяких рослин утворюються більш спеціалізовані супліддя. Так, у ліквідамбара і пандауса зростаються безпосередньо самі плоди, у шовковиці зрослися соковиті оцвітини, що оточують плоди, а в буряка - сухі оцвітини. Утворення суплідь дуже великих розмірів відбувається у ананаса, маклюра, хлібного дерева за рахунок того, що плід зростається з віссю або іншими елементами суцвіття.

## Формування
Супліддя являє собою різну кількість плодів, розташованих близько один до одного, і зрощених між собою. Це визначення «супліддя» у вузькому сенсі. Більш просте пояснення терміну «супліддя» - це дозріле суцвіття, якщо розглядати плід як дозрілу квітку. Однак потрібно враховувати, що не будь-яке суцвіття трансформується в супліддя. У тому випадку якщо час цвітіння тривалий, і плоди опадають або розкриваються в процесі дозрівання, то супліддя не формується. Яскравий приклад такого явища - еспарцет піщаний. У цієї рослини поблизу основи суцвіття є дозрілі плоди, що опадають, а квітки і бутони розташовані на верхівці. За тим же принципом розвиваються суцвіття багатьох рослин із родини хрестоцвіті і деяких інших. Формування супліддя відбувається тільки до початку дисемінації.

## Біологічне значення
Біологічне значення супліддя дуже велике, тому що всі його плоди розташовані компактно і чітко відокремлені від вегетативної частини пагона. Можна порівняти супліддя з квітками в суцвітті. Адже завдяки формуванню суцвіття, підвищується ймовірність успішного запилення квіток. Так, ефективна дисемінація здійснюється за наявності супліддя. Приміром, супліддя плодів насиченого яскравого забарвлення створюють контраст із зеленим листям дерев, у зв'язку з чим, їх здалека бачать птахи, які поїдають ці плоди. У представників родини зонтичних, а також бузку сухі супліддя інтенсивніше перешкоджають руйнуванню плодів вітром, тому що створюють більший опір потоку повітря, ніж плоди окремо.